# Caenoculis
Caenoculis is een geslacht van haften (Ephemeroptera) uit de familie Caenidae.

## Soorten
Het geslacht Caenoculis omvat de volgende soorten:
- Caenoculis acutalis
- Caenoculis bishopi
- Caenoculis nhahoensis